# Bauernaufstände in Oberösterreich

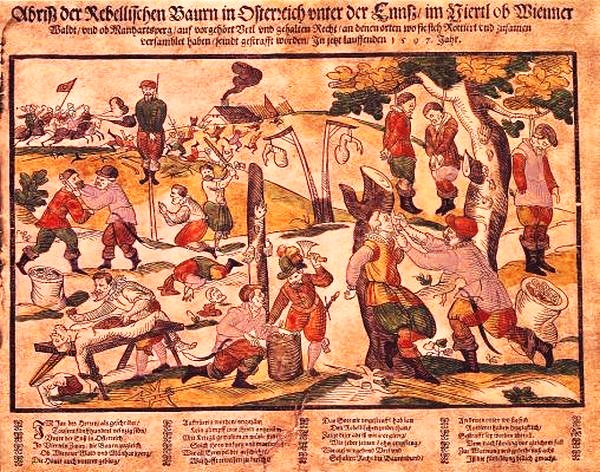
Bestrafung der Bauern nach dem Aufstand von 1597 in Oberösterreich. Einblattdruck aus dem Mühlviertler Schloss Museum in Freistadt, 1617

Bauernaufstände in Oberösterreich waren verschiedene Konflikte, die zwischen dem Hochmittelalter und dem 19. Jahrhundert ausbrachen.
Auf dem Gebiet des heutigen Bundeslandes Oberösterreich gab es seit dem Hochmittelalter bis ins 19. Jahrhundert zahlreiche Bauernaufstände. Seit der ersten bekannten Erhebung vom Jahr 1356 sind 62 Bauernaufstände historisch dokumentiert. Damit zählt Oberösterreich zu jenen Regionen, in denen es am häufigsten zu Aufruhr und Gewalt zwischen Bauern und deren Grundherren kam. Neben der sozialen Komponente hatten diese Aufstände ab der Zeit der Reformation auch teilweise religiöse Gründe, da sich die Bauern nicht mehr nur gegen hohe Steuerlast, Zwangsrekrutierung und Arbeitsverpflichtung (Robot) wehrten, sondern auch für freie Religionsausübung und insbesondere die Wahl des Pfarrers durch die Gemeinde einsetzten. Zudem waren bis in die josephinische Zeit oft Kirchen und Klöster selbst Grundherren der Bauern. Höhepunkt der Bauernaufstände in der Region war in der Zeit des Dreißigjährigen Krieges der Oberösterreichische Bauernkrieg von 1625/26. Ende des 18. Jahrhunderts kam es zu einem Abflauen der Bauernaufstände durch die Reformpolitik von Kaiserin Maria Theresia und ihrem Sohn und Nachfolger Joseph II. In der Zeit der Restauration während der Herrschaft Metternichs verstärkte sich die rebellische Stimmung unter dem Bauern jedoch wieder. Endgültig zum Erliegen kamen gewaltsame Bauernaufstände erst mit der Abschaffung der Grunduntertänigkeit in den habsburgischen Erblanden im Jahr 1848.

## Zeitreihe
- 1356 gewaltsame Auseinandersetzungen zwischen dem Stift Kremsmünster und seinen Untertanen
- 1392 Bauernaufstand im Ischlerland
- 1493 gewaltsame Auseinandersetzungen zwischen dem Pfarrer von Spital am Pyhrn und seinen Untertanen
- 1496 gewaltsame Auseinandersetzungen zwischen dem Abt des Stift Wilhering und seinen Waxenberger Untertanen
- 1497 Aufstand in der Grundherrschaft des Stift Schlägl gegen die Einführung des böhmischen Totenfalls, das heißt die Einziehung des Eigentums des Verstorbenen durch den Grundherren, statt Vererbung an die Nachkommen. Erst 1525/29 kam es in Schlägl zu einem Vergleich.
- 1525 im Zuge des Bauernkrieges in Salzburg und der Steiermark (Deutscher Bauernkrieg), kam es im Land ob der Enns zu Zusammenrottungen von Bauern im Attergau, in der Freistädter Gegend, im Ennstal und im inneren Salzkammergut, die jedoch zu keinen größeren Kampfhandlungen führten. Dennoch kam es zu einer Verhaftungswelle der Rädelsführer durch ein von Pfarre zu Pfarre ziehendes Exekutionsheer.
- 1567–1582 Reichensteiner Robotaufstand, zwischen dem „Bauernschinder“ und Grundherrn der Burg Reichenstein Christoph Haym und dem Anführer der Bauern Siegmund Gaisrucker
- 1588 Sierninger Handel als Vorspiel des folgenden Bauernkrieges
- 1594–1597 Zweiter Oberösterreichischer Bauernkrieg, größte Kampfhandlung war die Niederlage von 400 Soldaten unter Weikhard von Polheim gegen ein 3.500 Mann starkes Bauernheer am 13. November 1595 bei Neumarkt am Hausruck. Darauf folgte ein Rachefeldzug unter Gotthard von Starhemberg. Danach breitete sich der Aufstand auch auf Niederösterreich aus.
- 1610 im Zuge des habsburgischen Bruderzwistes bekämpfte auf Seiten Kaiser Rudolfs II. ein 12.600 Mann starkes Söldnerheer des Hochstift Passaus rebellische Bauern und die ob der Enns’ischen Landstände. Nachdem das Heer weder vom Kaiser noch vom Passauer Bischof bezahlt werden konnte, zog es marodierend durchs Land.
- 1619–1620 Aufstand der Ob der Enns’ischen Landesstände unter Georg Erasmus von Tschernembl gegen den neuen Landesherrn Kaiser Friedrich II., an dem auch zahlreiche Bauern beteiligt waren. Offene Unterstützung der böhmischen Aufständischen gegen den Kaiser, bis zur Niederschlagung durch bayerische Truppen des Herzog Maximilian I. unter Johann t’Serclaes von Tilly. Verpfändung des Landes an Bayern und Einsetzen von Graf Adam von Herberstorff als Statthalter.
- 1625–1626 Oberösterreichischer Bauernkrieg, gegen die Härte der bayrische Besatzungsmacht und die vom habsburgischen Kaiser beauftragte Gegenreformation der protestantischen Bevölkerung. Nach dem Frankenburger Würfelspiel von 1625 kam es zu Pfingsten 1626 zum großen Bauernkrieg unter den Bauernführern Stefan Fadinger und Christoph Zeller, der insgesamt etwa 12.000 Tote forderte.
- 1627 erneuter Aufstand im Ennstal
- 1632 Bauernaufstand in der Eferdinger Gegend unter Johann Jakob Greimbl
- 1632–1636 Laimbauernaufstand unter Martin Aichinger im Machland
- 1661/62 die Wildenegger Bauernunruhen im Mondseeland wurden durch Graf Bartholomäus von Starhemberg gewaltsam niedergeschlagen
- 1704–1706 im Zuge des Bayerischen Bauernaufstand und unter dem Eindruck des Braunauer Parlaments stand Oberösterreich ebenfalls am Rande eines Bauernaufstandes. In Enns, Steyregg und anderen Orten wurden Rädelsführer verhaftet und zur Zwangsarbeit nach Wien und Ungarn deportiert, wo viele umkamen.
- 1716–1721 mehrere Jagdaufstände in Oberösterreich, unter anderem 1717 in Molln
- 1720 in Linz wurden vom Landeshauptmann Christoph Wilhelm I. von Thürheim 1613 Bauern zu Gefängnisstrafen, Zwangsarbeit in Ungarn und Geldstrafen verurteilt
- 1734 erste Transmigration von sich offen zum Protestantismus bekennender Bauern und Bergarbeiter aus dem Salzkammergut nach Siebenbürgen
- 1752–1757 zweite Transmigrationswelle von aufgespürten Geheimprotestanten aus den Gebieten um Gmunden, Vöcklabruck, Laakirchen und Lambach

## Bauernrebellen im 19. Jahrhundert
Nach den Napoleonischen Kriegen, in deren Verlauf weite Teile Oberösterreichs zeitweise von der französischen Armee besetzt waren, kam es im frühen 19. Jahrhundert durch den Versuch, die rechtlichen und sozialen Zustände davor wiederherzustellen (Restauration), unter der bäuerlichen Bevölkerung aufs Neue zu Unmut. Aufgrund der veränderten Militärtechnik waren aber bewaffnete Aufstände gegen die Obrigkeit ab dieser Zeit nicht mehr zu verzeichnen. Dagegen gab es zahlreiche Bauernrebellen, die aus dem Untergrund für die Sache der Bauern kämpften. Bekannte Persönlichkeiten dieser Art waren in Oberösterreich:
- Simandl Hollensteiner, Bauer aus Perlesreut bei Oepping im oberen Mühlviertel. Durch seine Bildung versuchte er, den Bauern auf dem Rechtsweg zur Anerkennung ihrer Forderungen zu verhelfen, und wurde als „Winkeladvokat“ mehrmals eingesperrt.
- Michael Burglehner (1784–1837), Bauer vom Reischlgut in Gstaltenhof bei Hartkirchen, Anführer einer Schar Hartkirchner Aufständischer, war zeitweise Richter der Gemeinde Schaumberg und wegen seiner Rechtskenntnisse von der Obrigkeit gefürchtet, mehrfach eingesperrt.[1]
- Andreas Resch, Bauer aus Zwettl, der 1833 in Linz in der Haft verstarb
- Michael Huemer vulgo Kalchgruber, aus Elmberg (heute ein Stadtteil von Linz), schrieb zahlreiche Beschwerdebriefe und reiste mehrmals zum Kaiser nach Wien, um die Anliegen der Bauern vorzutragen. Nach seiner Verhaftung tauchte er 1820 nach einem „Ernteurlaub“ unter und lebte daraufhin trotz intensiver Suche der Behörden bis zu seinem Tod 1849 im Untergrund an verschiedenen Orten im Mühlviertel. Etwa 90 bis 100 seiner Beschwerdebriefe sind erhalten.